# Provincia Centrale (Papua Nuova Guinea)
La  Provincia Centrale  è una provincia della Papua Nuova Guinea appartenente alla Regione di Papua.

## Geografia antropica

### Suddivisioni amministrative
La provincia è suddivisa in distretti, che a loro volta sono suddivisi in aree di governo locale (Local Level Government Areas).
| Distretto                 | Capoluogo | Aree LLG           |
| ------------------------- | --------- | ------------------ |
| Distretto di Abau         | Abau      | Amazon Bay Rural   |
| Distretto di Abau         | Abau      | Aroma Rural        |
| Distretto di Abau         | Abau      | Cloudy Bay Rural   |
| Distretto di Goilala      | Tapini    | Guari Rural        |
| Distretto di Goilala      | Tapini    | Tapini Rural       |
| Distretto di Goilala      | Tapini    | Woitape Rural      |
| Distretto di Kairuku-Hiri | Bereina   | Hiri Rural         |
| Distretto di Kairuku-Hiri | Bereina   | Kairuku Rural      |
| Distretto di Kairuku-Hiri | Bereina   | Koiari Rural       |
| Distretto di Kairuku-Hiri | Bereina   | Mekeo Kuni Rural   |
| Distretto di Rigo         | Kwikila   | Rigo Central Rural |
| Distretto di Rigo         | Kwikila   | Rigo Coastal Rural |
| Distretto di Rigo         | Kwikila   | Rigo Inland Rural  |